# Grandmasters
Albums par DJ Muggs & GZA
Grandmasters: Instrumentals
(2006)
Albums par DJ Muggs
Dust
(2003)
Albums par GZA
Legend of the Liquid Sword
(2002) Pro Tools
(2008)
Grandmasters est un album collaboratif de DJ Muggs et GZA, sorti le 25 octobre 2005.
L'album comprend des collaborations de la Wu Fam comme Raekwon, RZA, Masta Killa et Prodigal Sunn, et du membre de Cypress Hill, Sen Dog.
L'album s'est classé 12e au Top Independent Albums, 69e au Top R&B/Hip-Hop Albums et 180e au Billboard 200.

## Liste des titres
| No  | Titre                                                        | Contient un (des) sample(s) de                                    | Durée |
| --- | ------------------------------------------------------------ | ----------------------------------------------------------------- | ----- |
| 1.  | Opening                                                      | Can It Be All So Simple du Wu-Tang Clan                           | 1:34  |
| 2.  | Those that's bout It                                         |                                                                   | 3:24  |
| 3.  | Destruction of a Guard (featuring Raekwon)                   | Say the Word des Dramatics                                        | 3:59  |
| 4.  | Exploitation of Mistakes                                     |                                                                   | 3:21  |
| 5.  | General Principles                                           | Girl, You'll Be a Woman Soon de Jerome Richardson                 | 3:39  |
| 6.  | Advance Pawns (featuring RZA, Raekwon et Sen Dog)            |                                                                   | 4:02  |
| 7.  | Queen's Gambit                                               |                                                                   | 4:35  |
| 8.  | All in Together Now (featuring RZA)                          | Synthetic Substitution de Melvin Bliss                            | 4:24  |
| 9.  | Unstoppable Threats (featuring Masta Killa et Prodigal Sunn) | Look Up, Look Down de Soft Touch Clan in Da Front du Wu-Tang Clan | 3:44  |
| 10. | Unprotected Pieces                                           |                                                                   | 3:29  |
| 11. | Illusory Protection                                          | Fresh Is the Word de Mantronix featuring MC Tee                   | 4:27  |
| 12. | Smothered Mate                                               |                                                                   | 3:12  |